# Sainte-Olive
Sainte-Olive ist eine französische Gemeinde im Département Ain in der Region Auvergne-Rhône-Alpes. Sie gehört zum Kanton Villars-les-Dombes im Arrondissement Bourg-en-Bresse.

## Lage
Die Gemeinde Sainte-Olive liegt im Westen der Seenlandschaft Dombes, 17 Kilometer östlich von Villefranche-sur-Saône, 28 Kilometer nördlich von Lyon und 32 Kilometer südwestlich von Bourg-en-Bresse. Sie grenzt im Norden an Saint-Trivier-sur-Moignans, im Osten an Bouligneux, im Südosten an Lapeyrouse, im Südwesten an Ambérieux-en-Dombes und im Westen an Villeneuve.

## Bevölkerungsentwicklung
| Jahr                       | 1962 | 1968 | 1975 | 1982 | 1990 | 1999 | 2011 | 2021 |
| -------------------------- | ---- | ---- | ---- | ---- | ---- | ---- | ---- | ---- |
| Einwohner                  | 135  | 110  | 115  | 157  | 196  | 253  | 299  | 331  |
| Quellen: Cassini und INSEE |      |      |      |      |      |      |      |      |

## Sehenswürdigkeiten

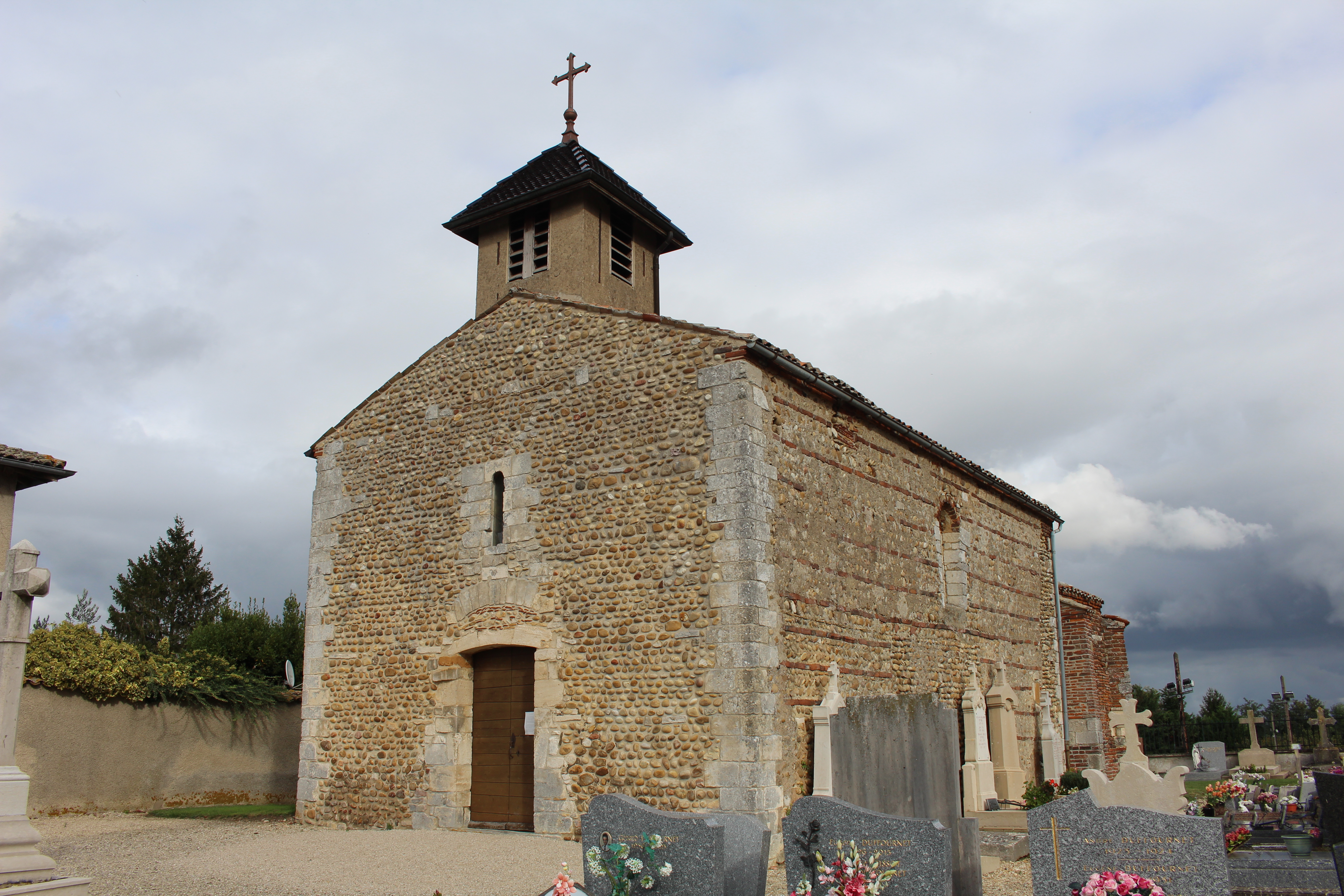
Kirche Saint-Allyre
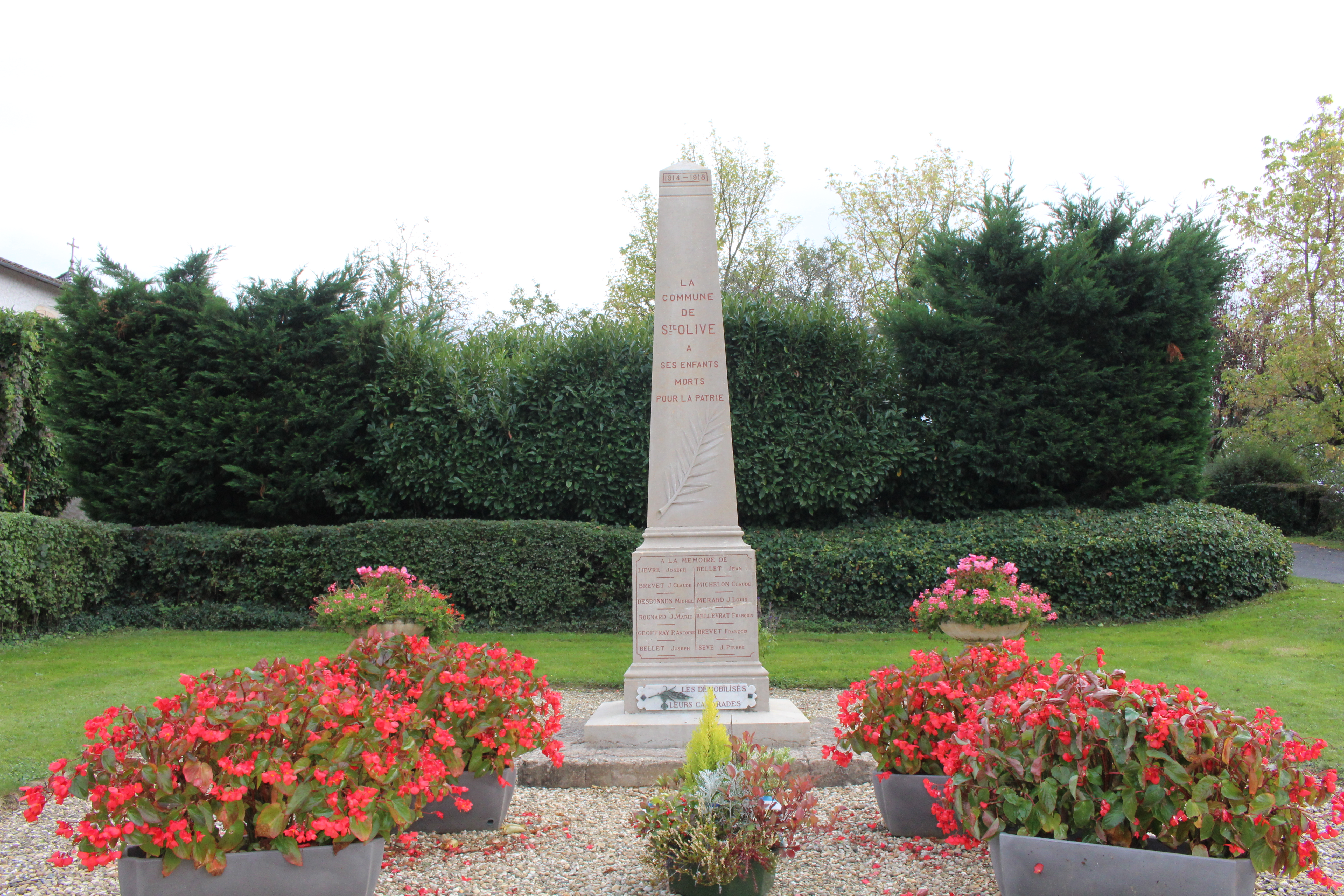
Gefallenendenkmal

- Kirche Saint-Allyre
- Gefallenendenkmal